# Saturnino García
Saturnino García (Cimanes de la Vega, 5 de fevereiro de 1935) é um ator espanhol. Em 1995, ganhou o Prêmio Goya de melhor ator revelação pelo seu papel no filme Justino, un asesino de la tercera edad.